# Présidence ouest-allemande du Conseil de la Communauté économique européenne en 1958
 (juin 2018).
Si vous disposez d'ouvrages ou d'articles de référence ou si vous connaissez des sites web de qualité traitant du thème abordé ici, merci de compléter l'article en donnant les références utiles à sa vérifiabilité et en les liant à la section « Notes et références ».
La présidence ouest-allemande du Conseil de la Communauté économique européenne (CEE) en 1958 est la seconde présidence du Conseil de la Communauté économique européenne de l’histoire de l’Union européenne et la première de l'Allemagne de l'Ouest.
Elle est précédée par la présidence belge de la première partie de 1958 et suivie par la présidence française du Conseil de la Communauté économique européenne à partir du 1er janvier 1959.

## Déroulement
Le 17 octobre 1958, alors que les institutions sont encore en formation, le Conseil des ministres adresse le Mémorandum de la Communauté économique européenne au Comité intergouvernemental pour l'établissement d'une zone de libre-échange en Europe. Le Conseil exprime alors son opinion quant aux questions soulevées lors des négociations d'un éventuel « traité d'association économique européenne ». Le but étant alors de favoriser le rapprochement et les échanges avec les autres États membres de l'Organisation européenne de coopération économique (OECE). Le Conseil des ministres insiste notamment sur l'inclusion de clauses reconnaissant trois principes fondamentaux : l'« adhésion des États membres de la CEE au traité d'association » ; le fait que les obligations issues du traité ne s'applique que dans les relations entre les Six et les États de l'OECE ; et par conséquent que les relations entre les Six sont régies par le traité de Rome.
En décembre 1958, à la fin de la présidence allemande, après que la France a gagné le soutien de l'Allemagne, une première candidature britannique à l'adhésion est rejetée.

## Compléments